# Amsterdam Swim Cup 2009
De Amsterdam Swim Cup 2009 is een internationale zwemwedstrijd, die van donderdag 16 april tot en met zondag 19 april 2009 in het Sloterparkbad in Amsterdam werd gehouden. De wedstrijden vonden plaats in een 50 meterbad. De wedstrijd stond in het teken van kwalificatie voor de Wereldkampioenschappen zwemmen 2009 in Rome.

## WK-nominaties
Voorafgaand aan het toernooi hadden één zwemmer en zes zwemsters voldaan aan de kwalificatie eisen.

### Mannen
| Zwemmer              | Afstand(en)  |
| -------------------- | ------------ |
| Lennart Stekelenburg | 100 m school |

### Vrouwen
| Zwemster            | Afstand(en)                               |
| ------------------- | ----------------------------------------- |
| Inge Dekker         | 100 m vrij en 100 m vlinder               |
| Lia Dekker          | 100 m school                              |
| Femke Heemskerk     | 100 m en 200 m vrij                       |
| Ranomi Kromowidjojo | 100 m vrij                                |
| Hinkelien Schreuder | 50 m vrij en 50 m vlinder                 |
| Marleen Veldhuis    | 50 m en 100 m vrij, 50 m en 100 m vlinder |

## Wedstrijdschema
Hieronder het geplande tijdschema van de wedstrijd, alle aangegeven tijdstippen zijn Midden-Europese Tijd.
| Donderdag 16/04 | Vrijdag 17/04 | Zaterdag 18/04 | Zondag 19/04 |
| --- | --- | --- | --- |
| Series - vanaf 9:00 uur | | | |
| 200 m vrij vrouwen 50 m vlinder mannen 50 m school vrouwen 200 m school mannen 50 m rug vrouwen 200 m rug mannen 400 m wissel mannen 1500 m vrij vrouwen | 200 m vrij mannen 100 m rug vrouwen 100 m vlinder mannen 100 m school vrouwen 200 m wissel mannen 100 m vlinder vrouwen 400 m wissel vrouwen 800 m vrij mannen | 50 m vrij mannen 200 m vlinder vrouwen 200 m vlinder mannen 50 m rug mannen 200 m wissel vrouwen 50 m school mannen 100 m vrij vrouwen 400 m vrij mannen 800 m vrij vrouwen | 50 m vlinder vrouwen 100 m rug mannen 200 m rug vrouwen 100 m school mannen 200 m school vrouwen 100 m vrij mannen 50 m vrij vrouwen 400 m vrij vrouwen 1500 m vrij mannen |
| Finales - vanaf 17:00 uur | Finales - vanaf 17:00 uur | Finales - vanaf 17:00 uur | vanaf 16:00 uur |
| 200 m vrij vrouwen 50 m vlinder mannen 50 m school vrouwen 200 m school mannen 1500 m vrij vrouwen 400 m wissel mannen 50 m rug vrouwen 200 m rug mannen | 200 m vrij mannen 100 m rug vrouwen 100 m vlinder mannen 400 m wissel vrouwen 800 m vrij mannen 100 m school vrouwen 200 m wissel mannen 100 m vlinder vrouwen | 50 m vrij mannen 200 m vlinder vrouwen 200 m vlinder mannen 800 m vrij vrouwen 50 m rug mannen 200 m wissel vrouwen 400 m vrij mannen 50 m school mannen 100 m vrij vrouwen | 50 m vlinder vrouwen 100 m rug mannen 200 m rug vrouwen 1500 m vrij mannen 200 m school vrouwen 100 m school mannen 400 m vrij vrouwen 100 m vrij mannen 50 m vrij vrouwen |

## Podia

### Legenda
- WR = Wereld record
- ER = Europees record
- NR = Nederlands record
- Q = Voldaan aan de WK kwalificatie eis

### Mannen
| Onderdeel   | Goud                            | Goud             | Zilver                          | Zilver         | Brons                             | Brons     |
| ----------- | ------------------------------- | ---------------- | ------------------------------- | -------------- | --------------------------------- | --------- |
| Vrije slag  |                                 |                  |                                 |                |                                   |           |
| 50 m        | Stefan Nystrand Zweden          | 21,98            | Petter Stymne Zweden            | 22,39          | Apostolos Tsagkarakis Griekenland | 22,54     |
| 100 m       | Stefan Nystrand Zweden          | 48,78            | Fernando Silva Brazilië         | 48,83          | Sebastiaan Verschuren Nederland   | 48,91     |
| 200 m       | Sebastiaan Verschuren Nederland | 1.48,34          | Arjen van der Meulen Nederland  | 1.49,03        | Stefan de Die Nederland           | 1.49,55   |
| 400 m       | Arjen van der Meulen Nederland  | 3.49,83          | Sebastiaan Verschuren Nederland | 3.51,77        | Linus Junefelt Zweden             | 4.03,22   |
| 800 m       | Job Kienhuis Nederland          | 8.00,69 NR       | Tom Vangeneugden België         | 8.04,11        | Bryan Mannaart Nederland          | 8.25,52   |
| 1500 m      | Tom Vangeneugden België         | 15.12,08         | Job Kienhuis Nederland          | 15.12,12       | Arjen van der Meulen Nederland    | 15.12,16  |
| Rugslag     |                                 |                  |                                 |                |                                   |           |
| 50 m        | Nick Driebergen Nederland       | 25,29 NR         | Dominik Keil Duitsland          | 25,87          | Bastiaan Lijesen Nederland        | 26,15     |
| 100 m       | Nick Driebergen Nederland       | 55,50            | Bastiaan Lijesen Nederland      | 55,90          | Simon Sjödin Zweden               | 56,36     |
| 200 m       | Nick Driebergen Nederland       | 1.58,35 NR / (Q) | Bastiaan Lijesen Nederland      | 2.03,20        | Linus Junefelt Zweden             | 2.05,71   |
| Schoolslag  |                                 |                  |                                 |                |                                   |           |
| 50 m        | Matjaž Markič Slovenië          | 27,52            | Robin van Aggele Nederland      | 27,53 NR / (Q) | Lennart Stekelenburg Nederland    | 27,87 (Q) |
| 100 m       | Robin van Aggele Nederland      | 1.01,48          | Lennart Stekelenburg Nederland  | 1.01,90        | Matjaž Markič Slovenië            | 1.02,18   |
| 200 m       | Lennart Stekelenburg Nederland  | 2.13,68          | Thijs van Valkengoed Nederland  | 2.13,76        | Devi Wolthuizen Nederland         | 2.19,36   |
| Vlinderslag |                                 |                  |                                 |                |                                   |           |
| 50 m        | Milorad Čavić Servië            | 23,25            | Jevgeni Korotysjkin Rusland     | 23,79          | Joeri Verlinden Nederland         | 23,97     |
| 100 m       | Milorad Čavić Servië            | 51,73            | Jevgeni Korotysjkin Rusland     | 51,85          | Joeri Verlinden Nederland         | 52,73     |
| 200 m       | Joeri Verlinden Nederland       | 1.57,45 NR       | Simon Sjödin Zweden             | 1.58,62        | Jurjen Willemsen Nederland        | 2.03,55   |
| Wisselslag  |                                 |                  |                                 |                |                                   |           |
| 200 m       | Diogo Yabe Brazilië             | 2.02,19          | Bram Dekker Nederland           | 2.06,55        | Mike Marissen Nederland           | 2.07,00   |
| 400 m       | Diogo Yabe Brazilië             | 4.22,69          | Bram Dekker Nederland           | 4.35,12        | Vincent van Iperen Nederland      | 4.35,80   |

### Vrouwen
| Onderdeel   | Goud                            | Goud             | Zilver                          | Zilver      | Brons                          | Brons     |
| ----------- | ------------------------------- | ---------------- | ------------------------------- | ----------- | ------------------------------ | --------- |
| Vrije slag  |                                 |                  |                                 |             |                                |           |
| 50 m        | Marleen Veldhuis Nederland      | 23,96 WR / (Q)   | Hinkelien Schreuder Nederland   | 24,73       | Ranomi Kromowidjojo Nederland  | 24,82     |
| 100 m       | Marleen Veldhuis Nederland      | 53,17 NR / (Q)   | Femke Heemskerk Nederland       | 54,14 (Q)   | Ranomi Kromowidjojo Nederland  | 54,26 (Q) |
| 200 m       | Femke Heemskerk Nederland       | 1.56,54 NR / (Q) | Inge Dekker Nederland           | 1.57,47 (Q) | Sarah Sjöström Zweden          | 1.59,77   |
| 400 m       | Sharon van Rouwendaal Nederland | 4.12,69          | Rieneke Terink Nederland        | 4.18,74     | Ida Sandin Zweden              | 4.22,96   |
| 800 m       | Sharon van Rouwendaal Nederland | 8.41,51          | Katharina David Duitsland       | 8.58,56     | Marieke Nijhuis Nederland      | 9.00,61   |
| 1500 m      | Sharon van Rouwendaal Nederland | 16.48,82         | Katharina David Duitsland       | 17.10,72    | Marcha Admiraal Nederland      | 18.01,21  |
| Rugslag     |                                 |                  |                                 |             |                                |           |
| 50 m        | Daniela Samulski Duitsland      | 28,33            | Hinkelien Schreuder Nederland   | 28,36 (Q)   | Fabiola Molina Brazilië        | 28,58     |
| 100 m       | Femke Heemskerk Nederland       | 1.02,26          | Daniela Samulski Duitsland      | 1.02,59     | Wendy van der Zanden Nederland | 1.02,76   |
| 200 m       | Femke Heemskerk Nederland       | 2.13,40          | Wendy van der Zanden Nederland  | 2.14,57     | Miranda Nijenhuis Nederland    | 2.20,28   |
| Schoolslag  |                                 |                  |                                 |             |                                |           |
| 50 m        | Moniek Nijhuis Nederland        | 30,88 (Q)        | Joline Höstman Zweden           | 31,80       | Lia Dekker Nederland           | 32,18     |
| 100 m       | Moniek Nijhuis Nederland        | 1.07,41 NR / (Q) | Lia Dekker Nederland            | 1.07,47 (Q) | Joline Höstman Zweden          | 1.08,36   |
| 200 m       | Joline Höstman Zweden           | 2.24,85          | Lia Dekker Nederland            | 2.28,02 NR  | Caroline Ruhnau Duitsland      | 2.28,87   |
| Vlinderslag |                                 |                  |                                 |             |                                |           |
| 50 m        | Marleen Veldhuis Nederland      | 25,33 WR / (Q)   | Hinkelien Schreuder Nederland   | 26,00 (Q)   | Inge Dekker Nederland          | 26,50     |
| 100 m       | Marleen Veldhuis Nederland      | 56,69 (Q)        | Inge Dekker Nederland           | 58,78       | Chantal Groot Nederland        | 58,91     |
| 200 m       | Petra Granlund Zweden           | 2.10,97          | Kim Vandenberg Verenigde Staten | 2.11,24     | Lenneke van Schaik Nederland   | 2.15,62   |
| Wisselslag  |                                 |                  |                                 |             |                                |           |
| 200 m       | Lona Kroese Nederland           | 2.16,91          | Ida Sandin Zweden               | 2.18,28     | Joëlle Scheps Nederland        | 2.21,86   |
| 400 m       | Ida Sandin Zweden               | 4.56,17          | Sharon van Rouwendaal Nederland | 5.00,52     | Lieke Verouden Nederland       | 5.02,75   |